# Micrastur plumbeus
Micrastur plumbeus е вид птица от семейство Соколови (Falconidae). Видът е световно застрашен, със статут Уязвим.

## Разпространение
Видът е разпространен в Еквадор и Колумбия.